# 福扎诺
福扎诺（法語：Fozzano，法語發音：[fotsano]）是法国南科西嘉省的一个市镇，属于萨尔泰讷区。

## 地理
福扎诺（41°41'51"N, 9°0'2"E）面积19.59 平方千米，位于法国南科西嘉省，该省份位于科西嘉南部，后者为地中海西部的一座岛屿，也是法国的一个单一领土集体，位于法国大陆部分的东南面，意大利半島的西面，最临近的地块是撒丁岛。
与福扎诺接壤的市镇（或旧市镇、城区）包括：阿尔贝拉拉、奥尔梅托、彼得雷托-比基萨诺、维贾内洛。
福扎诺的时区为UTC+01:00、UTC+02:00（夏令时）。

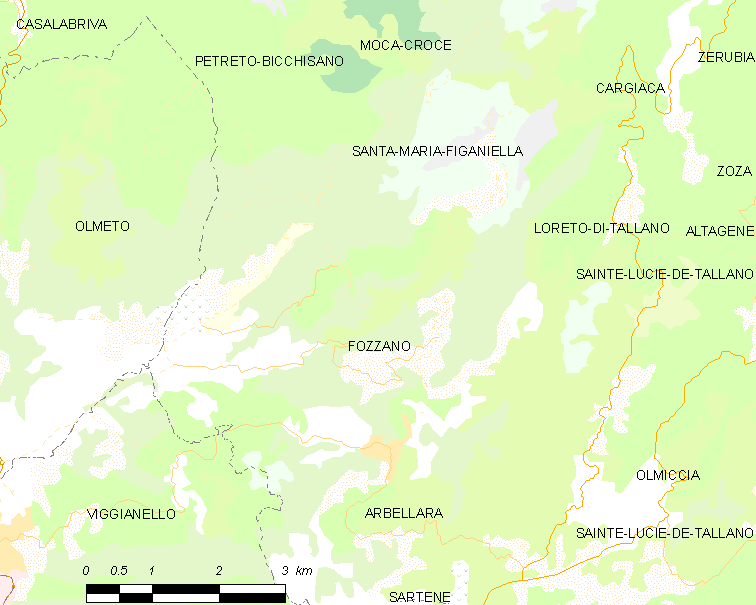
福扎诺的OSM定位图

## 行政
福扎诺的邮政编码为20143，INSEE市镇编码为2A118。

## 政治
福扎诺所属的省级选区为萨尔特奈-瓦林科县。

## 人口

1962-2008年间福扎诺人口变化图示

福扎诺于2022年1月1日时的人口数量为207人。